# Abaixo-assinado online
Abaixo-assinado online é a modalidade de petição pública feita de modo virtual, de modo que ainda pode ser chamado de "digital" ou "virtual" e ainda "petição eletrônica".
Como afirmaram Melo e Pereira (2014), essa modalidade de pedido coletivo ocorreu "adaptando-se às novas situações de comunicação e é isso que se pode confirmar, já que é uma inovação no gênero possibilitada pelo mundo virtual, pois no gênero impresso talvez pudesse ser inviável pela quantidade de folhas utilizadas" e que "para poder assiná-lo, é obrigatório informar a documentação, ela só não fica exposta como o nome do assinante. Vê-se que, ao passo que essa falta de exposição pode apresentar menos credibilidade no gênero impresso, é sem dúvida, uma medida de proteção", observando finalmente que "os abaixo-assinados digitais apresentaram o dobro de opções para comunicação, o que pode favorecer a relação de confiança entre quem lê/assina o documento, além de possibilitar uma maior interação ou uma interação mais ágil entre quem entrega o documento e aquele que o recebe".
É, também, fruto da "democratização digital" onde "as conhecidas petições públicas trespassaram os limites da subscrição física, visto que, “para participar dessas campanhas se pode clicar, assinando a petição e enviá-la, para seus contatos via e-mail. O objetivo é tornar a participação fácil e interessante” (GUISORDI apud HARUMA, 2014), o que expõe que pautas populares podem ser disseminadas de forma mais simples, podendo ser prontamente abraçadas por quem as dá importância e se dispõe a subscrever", como afirmou Matos (2020), podendo ser um meio para a proposição de leis ou alteração destas, na chamada "iniciativa popular".
No Brasil o político Celso Pitta foi alvo do primeiro abaixo-assinado online do país quando, em abril de 1999, o Movimento Ação para a Cidadania iniciou uma petição virtual para pedir a sua cassação.

## Debate sobre eficácia
Como é o caso das percepções públicas de slacktivismo, as petições na Internet são um recurso popular de ativismo baseado na web e um alvo de críticas daqueles que sentem que tais petições são frequentemente desconsideradas por seus alvos por causa do anonimato dos signatários da petição; Snopes.com, por exemplo, se posiciona contra o uso de petições na internet como método de ativismo. Por outro lado, os criadores de anfitriões de petições, como Randy Paynter da Care2 e thePetitionSite.com, defenderam petições baseadas na web como sendo mais viáveis, confiáveis e eficazes do que petições por e-mail, alegando que elas não são julgadas de forma justa como um método de ativismo por seus críticos. Desde então, Snopes.com retirou o texto sobre a ineficácia das petições na internet.
 

Em um estudo de 2017 chamado "Change is an emotional state of mind: Behavioral responses to online petitions" de Abby Koenig e Bryan McLaughlin, os autores mostram os aspectos comportamentais que entram nas petições online. Este artigo aborda a infeliz negatividade que é um tema recorrente em sites de mídia social como change.org Esses sites, embora na maioria das vezes tentem beneficiar boas causas, muitas vezes podem causar "golpes" para acontecer. Isso acontece em sites como "mudança" porque os usuários têm a opção de escrever por que estão contribuindo para uma causa que pode causar discurso de ódio ou negatividade em relação a alguém ou algo.